# Julio Lugo
Pour les articles homonymes, voir Lugo.
Julio Cesar Lugo, né le 16 novembre 1975 à Santa Cruz de Barahona, République dominicaine, et mort le 15 novembre 2021 à Saint-Domingue, est un ancien joueur dominicain de baseball. Il a évolué dans la Ligue majeure de baseball de 2000 à 2011 comme joueur d'arrêt-court et a notamment fait partie de l'équipe des Red Sox de Boston championne de la Série mondiale 2007.

## Carrière

### Cardinals de Saint-Louis
Le 22 juillet 2009, les Red Sox de Boston ont échangé Julio Lugo aux Cardinals de Saint-Louis en retour du voltigeur Chris Duncan.

### Braves d'Atlanta
Le 26 mai 2011, Lugo, toujours agent libre, signe un contrat des ligues mineures avec les Braves d'Atlanta. Il joue 22 parties en 2011 pour Atlanta avant d'être libéré de son contrat le 2 septembre.

## Liens externes

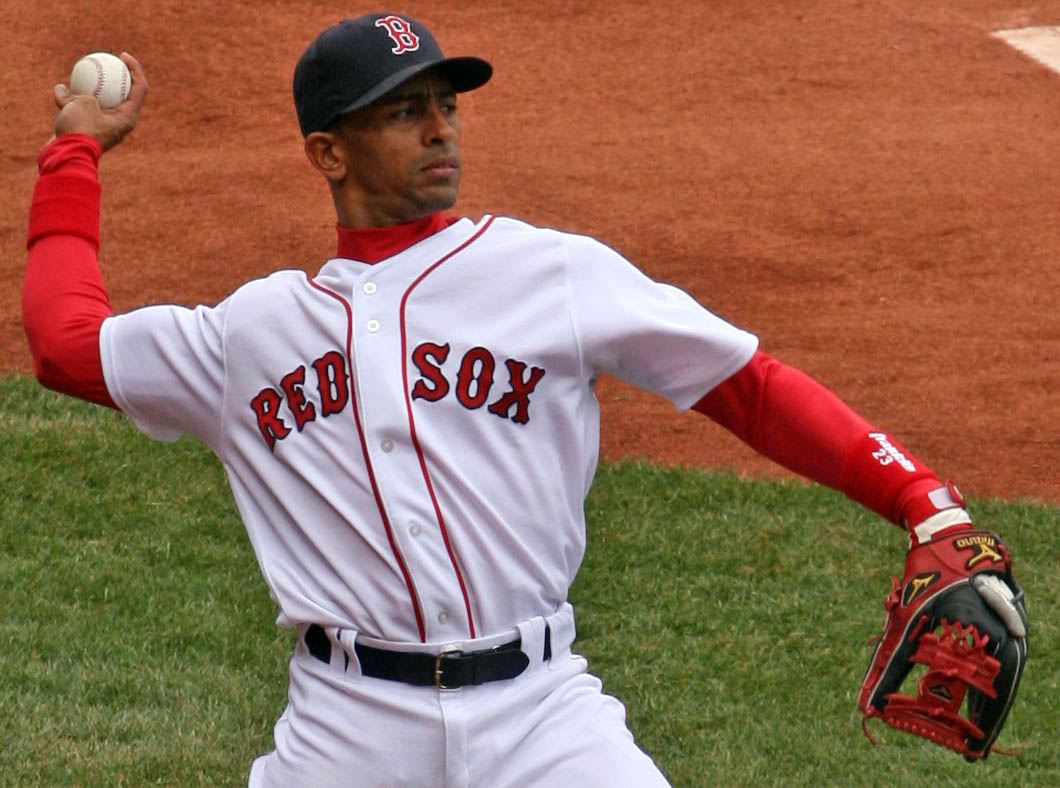
Julio Lugo avec les Red Sox en 2007.

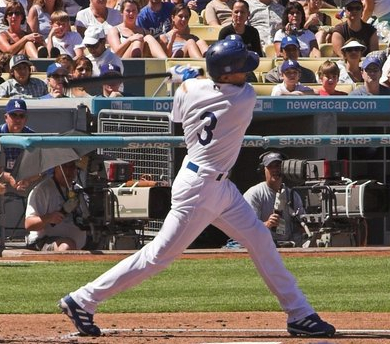
Julio Lugo au bâton pour les Dodgers en 2006.